# 赵凤岐
赵凤岐（1930年12月5日—2018年5月11日），男，蒙古族，辽宁彰武人，中国哲学家、马克思主义理论家、哲学教育家，中国社会科学院荣誉学部委员。